# Mıdıklı, Selendi
Mıdıklı là một xã thuộc huyện Selendi, tỉnh Manisa, Thổ Nhĩ Kỳ. Dân số thời điểm năm 2011 là 377 người.